# 細紋異脂鯉
細紋異脂鯉（学名：Heterocharax leptogrammus）為輻鰭魚綱脂鯉目脂鯉亞目狼牙脂鯉科的其中一個種，分布於南美洲奧里諾科河及黑河流域，體長可達3.4公分，棲息在河川底中層水域，生活習性不明。